# Turuli
Turuli o Turul·li, (en llatí Turulius o Turullius) possiblement Publi, d'agnomen o segons Dió Cassi Decimus, va ser un dels assassins de Juli Cèsar.
Va ser qüestor de Gai Cassi Longí l'any 43 aC i va rebre el comandament de la flota reunida per Luci Til·li Cimbre a Bitínia. Després de la batalla de Filipos l'any 42 aC, no trigà a unir-se a Marc Antoni, amb el que va agafar molta amistat i confiança. Després de la batalla d'Àccium l'any 31 aC, Marc Antoni el va lliurar a Octavi, que el va fer presoner i va ordenar la seva execució a l'illa de Cos, segons sembla per oferir satisfacció a Esculapi, ja que la flota que manava Turuli s'havia construït amb arbres del seu bosc sagrat.